# Jeroen Delmee

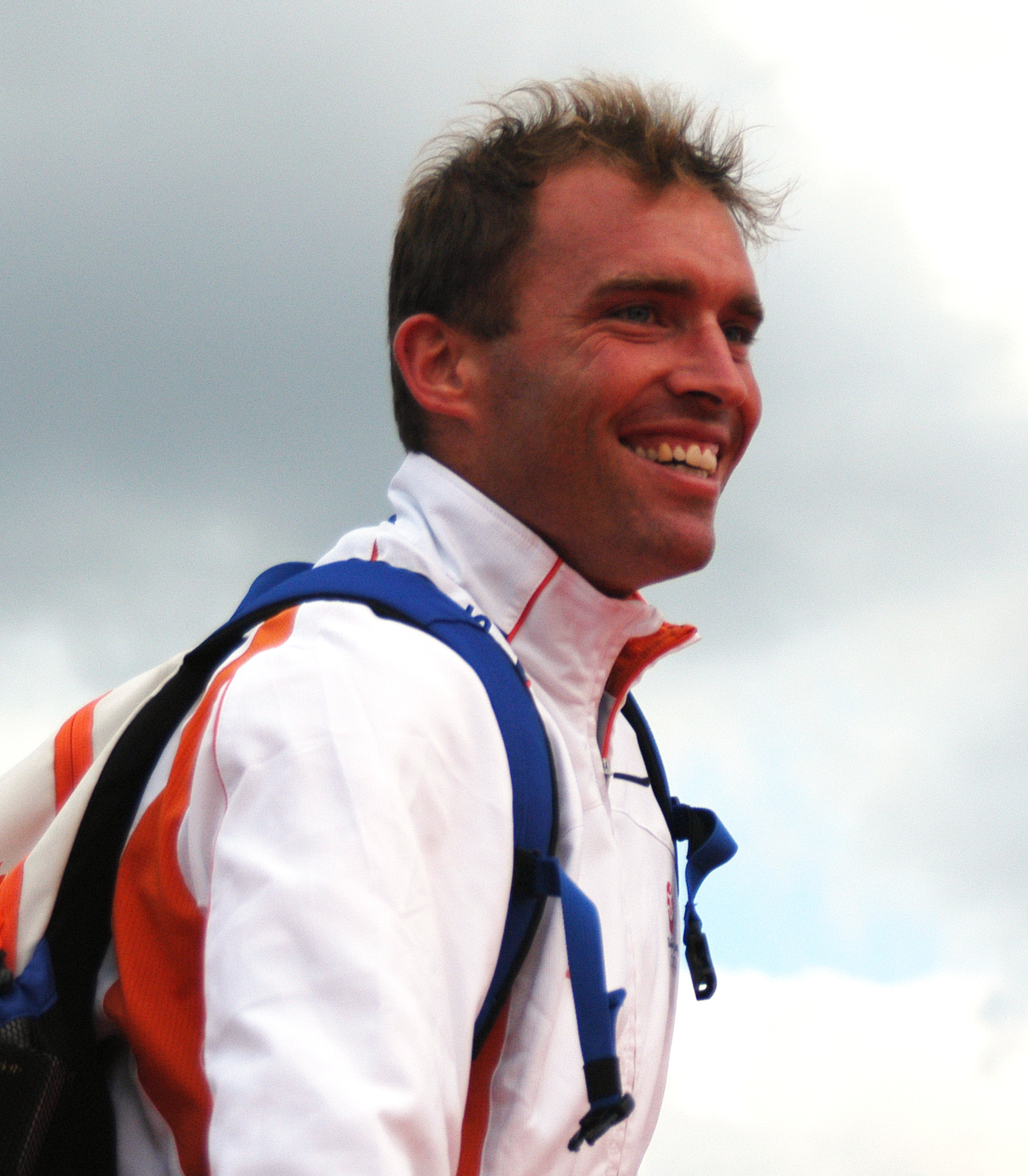
Jeroen Delmee beim Empfang der niederländischen Olympiamannschaft 2008

Jeroen Petrus Maria Delmee (* 8. März 1973 in Boxtel) ist ein ehemaliger niederländischer Hockeyspieler, der bei den Olympischen Spielen 1996 und 2000 die Goldmedaille gewann.
Der 1,73 m große Delmee absolvierte von 1993 bis 2008 401 Länderspiele für die Niederländische Nationalmannschaft. Er nahm viermal an Olympischen Spielen teil. Neben den beiden Olympiasiegen gewann er 2004 die Silbermedaille und belegte 2008 den vierten Platz. Bei der Eröffnungsfeier der Olympischen Spiele 2008 war er Flaggenträger der niederländischen Olympiamannschaft. Zusätzlich zu den beiden Olympiasiegen gewann er mit der Nationalmannschaft den Titel bei der Weltmeisterschaft 1998 und bei der Europameisterschaft 2007.
Jeroen Delmee spielte zwanzig Jahre in der Hoofdklasse. Er trat für die Vereine Tilburgse Mixed Hockeyclub, HC ’s-Hertogenbosch und Oranje Zwart an, mit Hertogenbosch war er zweimal niederländischer Meister.
Nach seiner Spielerkarriere war er von 2008 bis 2010 Assistenztrainer bei der niederländischen Damennationalmannschaft. Ab 2011 arbeitete er als Assistenztrainer des Belgischen Herrenteams. 2014 rückte er in Belgien zum Cheftrainer auf. Von 2017 bis 2021 war er Nationaltrainer in Frankreich, beovor er zum niederländischen Herrentrainer wurde. Unter ihm gewannen die niederländischen Herren die Goldmedaille bei den Olympischen Spielen 2024 in Paris.